# Intersexualidad en Colombia
En 1999, la Corte Constitucional de Colombia se convirtió en la primera corte en considerar los derechos humanos implicados en intervenciones médicas para alterar las características sexuales de niños intersexuales. La Corte restringió la edad en la cual los niños intersexuales pueden ser sujetos de intervenciones quirúrgicas.

## Historia
En 199, la Corte Constitucional de Colombia se convirtió en la primera corte en considerar los derechos humanos implicados en intervenciones médicas para alterar las características sexuales de niños intersexuales. La Corte restringió la edad en la cual los niños intersexuales pueden ser sujetos de intervenciones quirúrgicas.
En abril de 2018, activistas intersexuales de Latinoamérica y el caribe publicaron la declaración de San José de Costa Rica definiendo demandas.